# Хао (денежная единица)
Хао (вьет. hào, кит. 毫) — вьетнамская разменная денежная единица, равная 1⁄10 вьетнамского донга.
В настоящее время денежные знаки в хао не выпускаются, однако в соответствии со статьёй 16 «Закона о Государственном банке Вьетнама» хао считается разменной денежной единицей.

## Монеты
Первые монеты Демократической Республики Вьетнам с номиналом в хао датированы 1946 годом. Монеты этого выпуска имеют две разновидности: цифра «5» на аверсе — выпуклая или вдавленная.
Следующий выпуск монет в хао был произведён Социалистической Республикой Вьетнам в ходе денежной реформы 1978 года, когда было унифицировано денежное обращение Северного и Южного Вьетнама. В обращение были выпущены монеты в 1, 2 и 5 хао, датированные 1976 годом.
| Номинал монет | Изображение | Изображение | Металл   | Диаметр (мм) | Вес (г) | Толщина (мм) | Гурт     | Год  | Монетный двор | Тираж |
| ------------- | ----------- | ----------- | -------- | ------------ | ------- | ------------ | -------- | ---- | ------------- | ----- |
| 5 хао         |             |             | Алюминий | 27           | 2.5     | 2            | рубчатый | 1946 |               |       |
| 5 хао         |             |             | Алюминий | 27           | 2.5     | 2            | рубчатый | 1946 |               |       |
| 1 хао         |             |             | Алюминий | 19           | 1.1     | 1.8          | гладкий  | 1976 |               |       |
| 2 хао         |             |             | Алюминий | 21           | 1.41    | 1.8          | рубчатый | 1976 |               |       |
| 5 хао         |             |             | Алюминий | 23           | 1.9     | 2            | гладкий  | 1976 |               |       |

## Банкноты
Первые банкноты с номиналом в хао были выпущены Демократической Республикой Вьетнам в ходе денежной реформы 1959 года. Банкноты датированы 1958 годом.
Затем были выпущены купюры образца 1972 года в 1 хао и 1975 года в 2 хао. Купюра в 1 хао первоначально была выпущена размером 103*57 мм, затем размер купюры был уменьшен (без изменения рисунка купюры, в том числе даты).
В ходе денежной реформы 1978 года, унифицировавшей денежное обращение Северного и Южного Вьетнама, в обращение была выпущена купюра образца 1976 года в 5 хао.
Последний выпуск банкнот в хао был произведён в ходе денежной реформы 1985 года, была выпущена купюра в 5 хао образца 1985 года.
| Номинал банкнот         | Изображение       | Изображение       | Размер, мм        | Основные цвета                       | Водяной знак        | Год               |
| Образца 1958 года       | Образца 1958 года | Образца 1958 года | Образца 1958 года | Образца 1958 года                    | Образца 1958 года   | Образца 1958 года |
| ----------------------- | ----------------- | ----------------- | ----------------- | ------------------------------------ | ------------------- | ----------------- |
| 1 хао                   |                   |                   | 102×55            | Красный                              | Пятиконечные звезды | 1958              |
| 2 хао                   |                   |                   | 110×60            | Зелёный                              | Пятиконечные звезды | 1958              |
| 5 хао                   |                   |                   | 118×64            | Коричневый, светло-зелёный           | Пятиконечные звезды | 1958              |
| Образца 1969—1975 годов |                   |                   |                   |                                      |                     |                   |
| 1 хао                   |                   |                   | 96×48             | Фиолетовый                           | Пятиконечные звезды | 1969              |
| 1 хао                   |                   | 1972              | 96×48             | Фиолетовый                           | Пятиконечные звезды |                   |
| 1 хао                   |                   | 1975              | 96×48             | Фиолетовый                           | Пятиконечные звезды |                   |
| Образца 1970—1972 годов |                   |                   |                   |                                      |                     |                   |
| 2 хао                   |                   |                   | 100×50            | Коричнево-серый, зелёный, персиковый | Цветок лотоса       | 1970              |
| 2 хао                   |                   | 1972              | 100×50            | Коричнево-серый, зелёный, персиковый | Цветок лотоса       |                   |
| Образца 1976 года       |                   |                   |                   |                                      |                     |                   |
| 5 хао                   |                   |                   | 107×53            | Пурпурный                            | Лотос               | 1976              |
| Образца 1985 года       |                   |                   |                   |                                      |                     |                   |
| 5 хао                   |                   |                   | 114×57            | Красно-фиолетовый, светло-голубой    | Лотос               | 1985              |